# Гараязький заповідник
Гарая́зький запові́дник, повна офіційна назва Гарая́зький держа́вний приро́дний запові́дник (азерб. Qarayazı Dövlət Təbiət Qoruğu) — природний заповідник, розташований на північному заході Азербайджану. Заснований 2 березня 1978 року. Площа охоронюваної території становить 9 568 га. Заповідник створений задля комплексної охорони тугайних лісів долини Кури. Ці ліси дуже цінні як у флористичному, так і в екосистемному відношенні. В останні десятиліття вони стрімко деградують і щезають по всьому Закавказзю. Фауна Гараязького заповідника включає ссавців 16 видів, птахів — понад 70, плазунів — 10, земноводних — 6, риб — понад 10 видів. Троє мешканців заповідника — видра кавказького підвиду, дрохва та закавказький полоз — занесені до Червоної книги Азербайджану.

## Історія

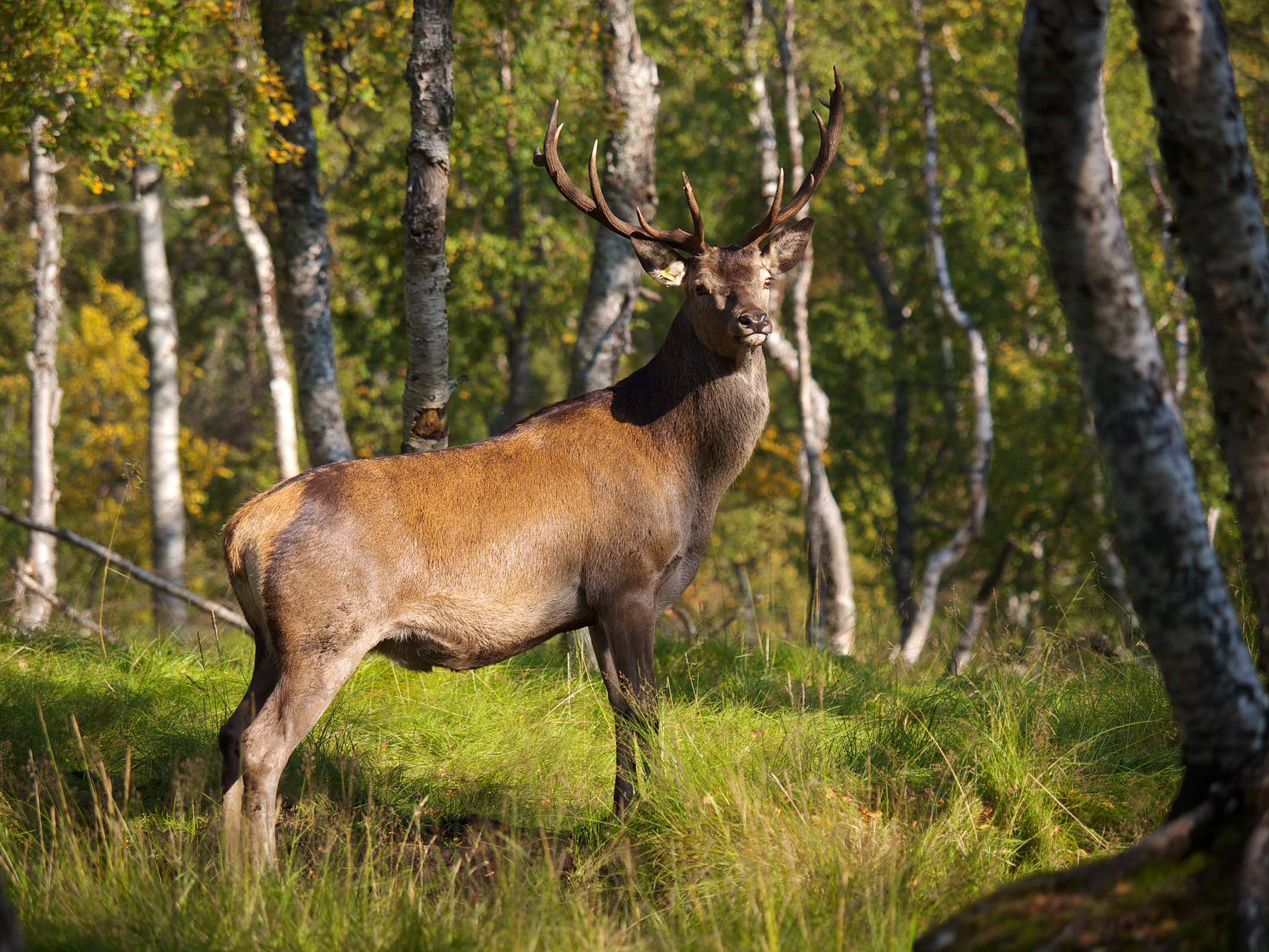
Благородний олень — найдавніший об'єкт охорони в Гараязьких лісах.

Гараязький заповідник розташований у річковій долині, яка здавна приваблювала людей своїми родючими землями. Тугаї, що природно розвивались тут протягом тисячоліть, з часом почали інтенсивно вирубувати. Звільнені після вирубування ділянки і прилеглі до них степові простори розорювали і перетворювали на лани. Попри нищівний характер такої діяльності околиці заповідника довгий час не охоронялися взагалі.
Лише у другій половині XIX століття Гараязькі ліси були передані Тбіліському відділу Російської спілки мисливців задля охорони дичини, яка у них мешкала. Тоді були взяті під охорону три лісових масиви: Гараязький, Союгбулазький і Боюк-Кесіцький. У 1922 році при створенні Закавказької СФРР заповідні землі перерозподілили між різними адміністративними утвореннями: Гараязький масив опинився на теренах Грузії, а Союгбулазький і Боюк-Кесіцький залишились на території Азербайджану. Це деякою мірою перешкодило охоронним цілям, тому задля дієвішої охорони популяцій звичайного фазана та благородного оленя в 1923 році на азербайджанських теренах створили Гараязо-Агстафинський заказник площею 15 000 га. В 1929 році з грузинського боку був створений аналогічний Гараязький заказник.
Не зважаючи на енергійні природоохоронні заходи, тугаї в долині Кури продовжували деградувати. Під час Другої світової війни на цих землях охоронний режим був скасований взагалі. Лише у 1957 році в Гараязькому лісі на території Грузії створили Гардабанське лісомисливське господарство, а в 1964 відновив роботу азербайджанський Гараязо-Агстафинський заказник, площа якого на той час склала 17 873 га. Охоронний режим заказника виявився не надто ефективним, тому 2 березня 1978 року на його теренах створили Гараязький заповідник. Враховуючи високий охоронний статус цієї установи, для неї вдалося вивільнити лише 5 900 га земель. Однак і з такою невеликою площею заповідник перешкоджав економічній діяльності навколишніх власників (ними були державні підприємства). Цей конфлікт призвів до того, що вже у 1979 році 1 136 га заповідних земель було відчужено на користь сусіднього радгоспу. Після цього територія заповідника склала 4 855 га. Розрахунки біологів показали, що така площа замала для ефективного відтворення популяцій великих копитних і хижаків, певною мірою вона не сприяє і збереженню корінних лісів. За порадами вчених у 2003 році площу заповідника збільшили до 9 568 га.

## Клімат
Гараязький природний заповідник розташований у субтропічному кліматичному поясі, в зоні помірно теплих напівпустель і сухих степів Закавказзя. Його теренам притаманна м'яка зима і сухе спекотне літо. Середньорічна температура повітря в цій місцевості становить 12,2 °C. Найхолодніший місяць — січень, чия середня температура складає -0,1 °C. Середня температура найтеплішого місяця, липня, дорівнює 24,3 °C. Попри загальну м'якість клімату на заповідних теренах трапляються екстремальні пониження температури, зокрема, найнижча зафіксована тут температура склала -26 °C. Максимальні температурні екстремуми відносно менші: найвища температура в Гараязьких лісах зафіксована на рівні 40 °C. Безморозний період із температурами вищими за 5 °C триває в середньому з 1 квітня по 12 листопада. Річна сума температур вищих за 10 °C складає 3900°C.
Щороку над Гараязькими лісами випадає в середньому 402 мм опадів, причому значна їхня частина припадає на весну і початок літа. Загалом у теплу пору року випадає 253 мм опадів, тобто 64 % від річної кількості. Серед різних видів опадів переважають дощі, які йдуть близько 100 днів на рік. Натомість сніговий покрив тримається в середньому лише 16 днів, а його висота не перевищує 10 см. Відносна вологість повітря складає в середньому 71 %. Випаровування становить 930 мм.

## Географія та гідрологія
Гараязький заповідник розташований на крайньому північному заході Азербайджану, неподалік від державного кордону з Грузією. Його терени цілком лежать в межах Агстафинського району. Упритул із північним кордоном заповідника межує село Союгбулаг, на відстані кількох кілометрів розташовані села Муганли, Кечвелілі, Юкгари Салагли, Шихли I та Шихли II. Найближче місто — Газах, адміністрація природоохоронної установи розташована у місті Агстафа (за кілька кілометрів від Газаха). Неподалік від північного кордону заповідника проходить автомобільна дорога R24 і залізнична колія міжнародного сполучення Баку — Тбілісі.
Географічно заповідник розташований на лівому березі Кури — найбільшої водної артерії Закавказзя. Його територія включає як заплаву річки, так і прилеглу до неї Гараязьку низовину. Охоронювана зона витягнута у напрямку з північного заходу на південний схід. Увесь південний кордон заповідника прилягає до річища Кури, а західний обмежений її притокою — Храмі. На теренах заповідника переважають тугаї (71,4 % його площі), серед інших типів ландшафтів тут описані піски (9,8 %), річки й озера (7,8 %), болота (7,5 %), луки (1,1 %).

## Геологія та ґрунти
В геологічному відношенні територія заповідника являє собою частину рівнини, яку в четвертинний період утворили акумулятивні наноси. Загалом пологий рельєф охоронюваної зони має слабкий похил у бік Кури.
Карта ґрунтового покриву заповідника деякою мірою збігається з просторовим розподілом його ландшафтів. Найбільш розмаїтий ґрунтовий покрив розвинувся під тугаями і луками. На цих ділянках виділяють алювіальні лучно-лісові, алювіальні болотяні, алювіальні лучні та лучні каштанові ґрунти. Перший тип субстрату утворився власне під тугайними лісами. Алювіальні лучно-лісові ґрунти незасолені, вирізняються високим вмістом гумусу (7,5 % біля поверхні і 1,5—2 % в глибині) і характерними супіщаними, суглинистими та глинистими прошарками. Алювіальні болотяні ґрунти приурочені до притерасних понижень рельєфу, вони сформувались під очеретяно-осоковими заростями і лучно-болотним різнотрав'ям. Алювіальні лучні ґрунти притаманні власне заплаві Кури та її низьким надзаплавним терасам. Лучні каштанові ґрунти трапляються лише у північній частині надзаплавних терас, де рівень ґрунтових вод дуже низький.

## Флора

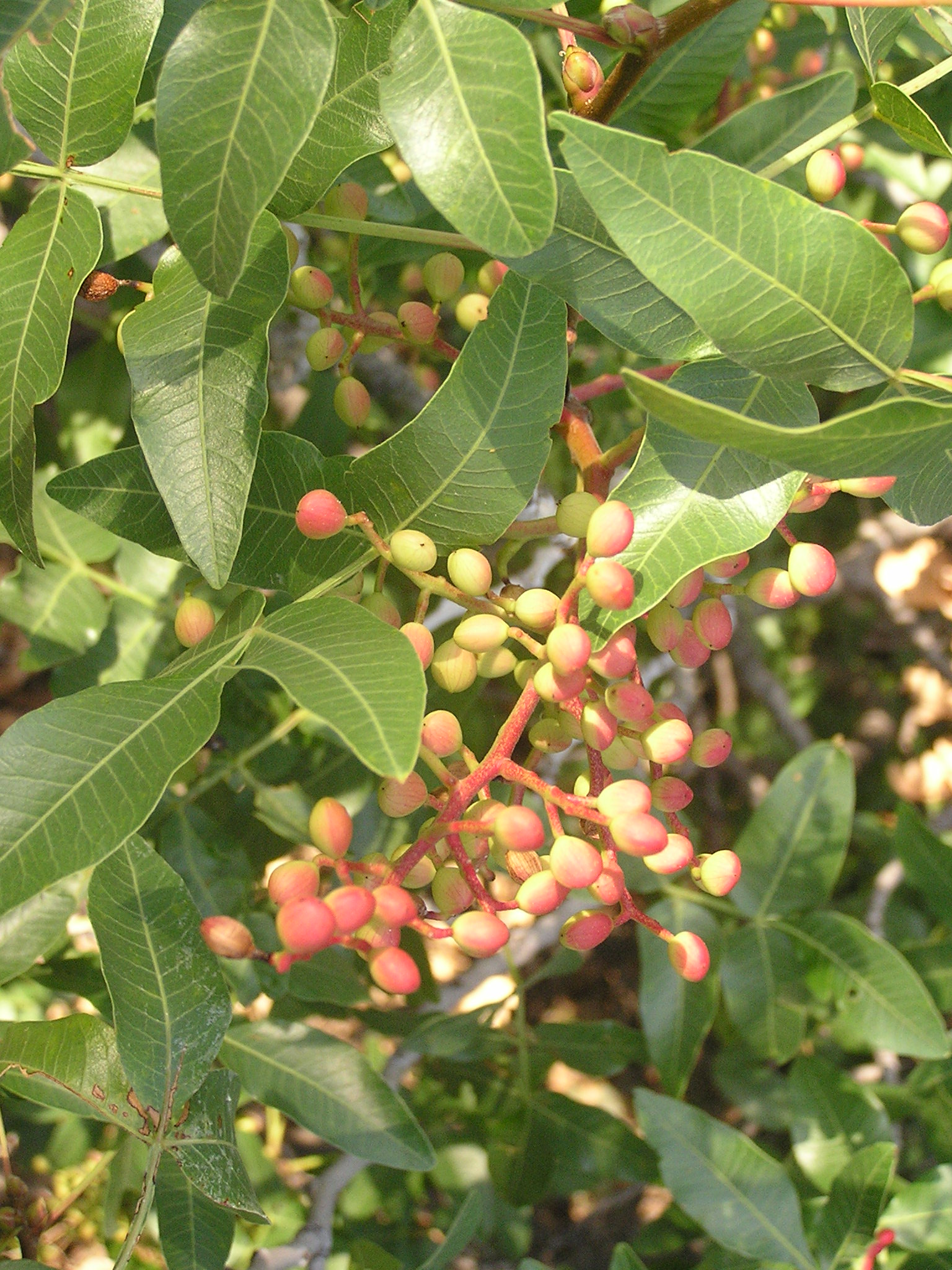
Фісташка туполиста у заповіднику росте здебільшого на узліссях.

Рослинність Гараязького заповідника має яскраво виражену поясність. Перший пояс прилягає безпосередньо до урізу води. Він являє собою вузьку смугу чагарникових заростей, утворених різноманітними низькорослими вербами, ожиною, обліпихою звичайною, тамарисками тощо.
Відразу за ним починається смуга тугаїв. Це типові ліси, в яких височіють тополі чорна та біла, осика, шовковиця біла і найвищі види верб. Під ними густо ростуть чагарники: тамариски, ожина, різні види глоду, гранат звичайний, свидина, бирючина звичайна. Дерева і кущі утворюють тут суцільну стіну завдяки ліанам. Виткі стебла винограду лісового, обвійника грецького, ломиноса виткого та Smilax excelsa обплітають стовбури і гілля, унеможливлюючи пересування такими заростями. У трав'яному покриві зростають морква дика, кропива дводомна, підмаренник чіпкий, глуха кропива біла, різні види журавців і костриці тощо. Інколи тугаї являють собою чисті насадження тополь, а на окремих ділянках, навпаки, добре виражена ярусність. В останньому випадку перший ярус заввишки 20—25 м утворюють тополі, другий заввишки 12—15 м — верба та шовковиця, а третій заввишки 7—8 м складений берестом, каспійським підвидом маслинки вузьколистої та нижчими особинами шовковиці.
Вище тугаїв лежить пояс справжніх лісів. У Гараязькому заповіднику виділяють кілька їхніх типів: діброви (850 га), топольники (560 га), вторинні ліси, утворені здичавілою робінією звичайною (390 га), в'язини (167 га), осичники (13 га) і вербові ліси (5 га). Діброви складені дубом ніжкоквітковим, фісташкою туполистою і шовковицею білою. Середній вік дубів у дібровах 120 років, приріст у них слабкий, а поновлення деревостану незадовільне. У підліску дібров окрім звичних для тугаїв глодів і гранату багато держи-дерева звичайного та ягідних чагарників: мушмули звичайної, шипшини, барбарису, дерену звичайного тощо. Трав'яний покрив в них розвинутий добре, в ньому панують конюшина лучна, подорожник великий, свинорий пальчастий. У топольниках виділяють кілька рослинних асоціацій, з яких найпоширенішими є в'язово-тополеві ліси з чагарниковим підліском та вологі топольники з ліанами. Загалом у топольниках приріст добрий, особливо це помітно в останньому підтипі лісу, де трапляються дерева-велетні заввишки 35—40 м і завтовшки до 2,5 м. Разом з тим поновлення деревостану у топольниках погане, а на окремих ділянках відсутнє взагалі. Трав'яний покрив у таких лісах бідніший, ніж в дібровах.
Ділянки лучної рослинності вкриті злаками, серед гарних рослин на них виділяються куртини високих півників болотяних. Ця звична для України рослина, так само як і виноград лісовий, занесена до Червоної книги Азербайджану.
| |  |  |  |  |
| Типові рослини Гараязького заповідника (зліва направо): 1) дуб ніжкоквітковий; 2) тополя чорна; 3) шовковиця біла; 4) тамариск галузистий; 5) Smilax excelsa. |  |  |  |  |

## Фауна

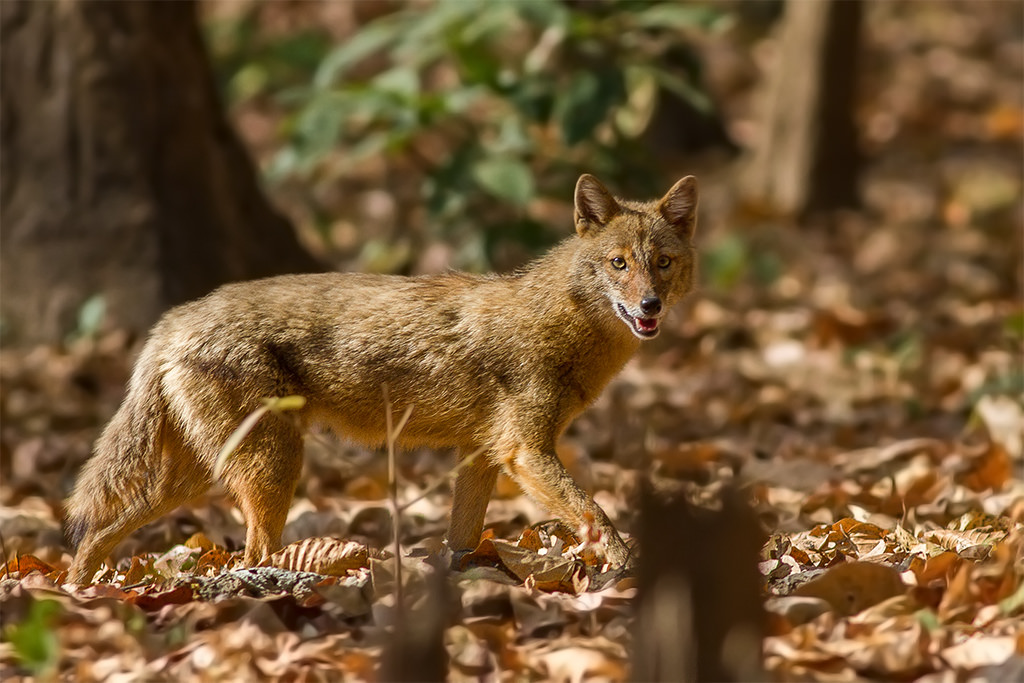
Шакал звичайний.

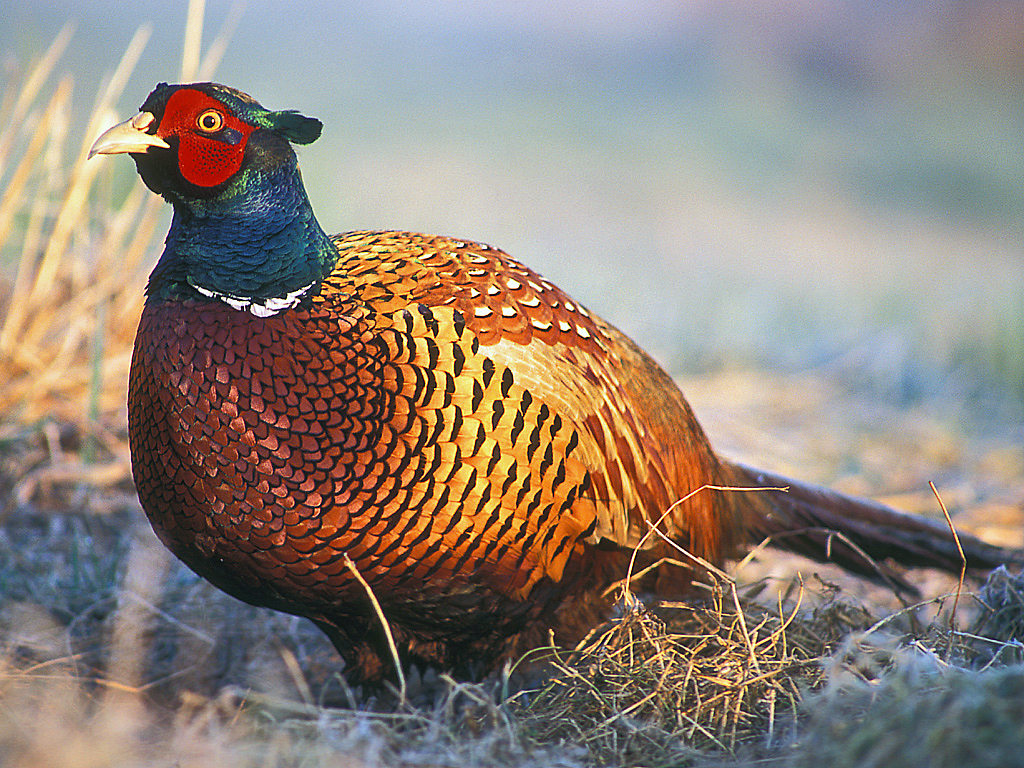
Самець звичайного фазана.

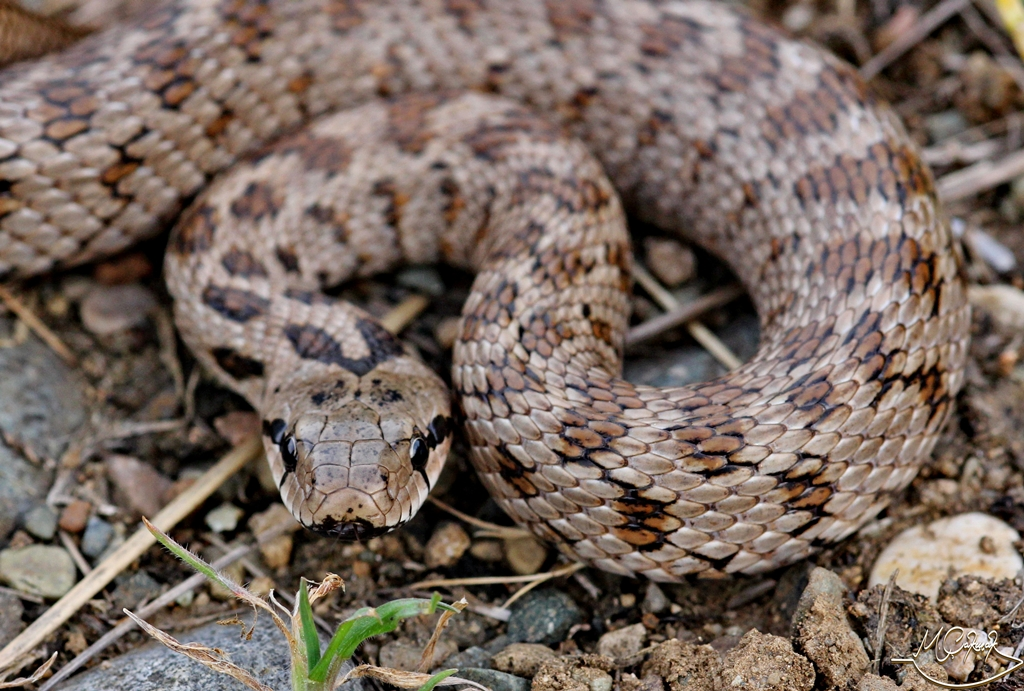
Закавказький полоз.

Хоча Гараязький заповідник був створений для охорони дичини, що мешкає у тугаях, його фауна радше вивчена у загальних рисах, ніж достеменно. Це можна пояснити невеликою площею охоронюваної території, яка не сприяє створенню щільних популяцій тварин у цій місцевості. За роки спостережень у Гараязьких лісах виявлено 16 видів ссавців, понад 70 видів птахів, 10 видів плазунів, 6 видів земноводних, у водоймах заповідника відмічено понад 10 видів риб.
З поміж ссавців основним об'єктом охорони виступає олень благородний. В минулому він належав до улюблених видів кавказької дичини і саме для захисту виду від повного винищення у Гараязьких лісах і був створений спочатку заказник, а потім заповідник. Наразі терени заповідника залишаються єдиним місцем в Азербайджані, де мешкає цей звір. З великих ссавців, окрім оленя, на охоронюваній території помічали свиню дику та хижаків: вовка, шакала звичайного, лисицю звичайну, кота лісового, борсука європейського. У водоймах заповідника полює видра річкова кавказького підвиду, занесена до Червоної книги Азербайджану. Перелік хижих звірів завершують дрібніші куниця кам'яна та ласиця.
Інші ряди ссавців представлені комахоїдними, зайцеподібними і гризунами. З числа комахоїдних поширені кріт європейський, їжак європейський і білозубка Crocidura russula, а з числа зайцеподібних на охоронюваній території спостерігали тільки зайця сірого. Гризуни також не вирізняються різноманіттям, однак доволі поширені. У заповідних лісах мешкають вивірка кавказька і соня лісова, а у водоймах спостерігали нутрій. Ці гризуни не є автохтонними мешканцями Кавказу, в Азербайджані вони були акліматизовані.
В орнітофауні гараязьких лісів панують дрібні птахи. Найбільш різноманітні горобцеподібні (близько 50 видів), серед яких своїми голосами привертають увагу чисельні шпаки звичайні та дрозди. Крім них в тугаях багато голубів-синяків, припутнів, дятлів. Найцінніший мешканець лісів — фазан звичайний, на якого в минулому часто полювали. На берегах охоронюваних водойм відмічали гніздування качок та пастушкових птахів. Особливу цінність становить занесена до Червоної книги Азербайджану дрохва, однак цей птах у заповіднику нечисельний.
Як і повсюди на Кавказі в Гараязькому заповіднику різноманітні плазуни, серед яких переважають змії. Особливий інтерес для науковців становить закавказький полоз, занесений до національної Червоної книги. Для заповідних водойм також характерні європейські болотяні черепахи. Разом з ними тут мешкають земноводні, представлені здебільшого жабами, серед яких особливо помітна жаба озерна.
У водах Кури поблизу кордонів заповідника мешкають сом звичайний, храмуля, товстолобик, короп звичайний, пструг, щука звичайна, марена, верховодка звичайна, бистрянка звичайна тощо. Цей перелік показує, що іхтіофауна заповідних водойм складається з риб двох екологічних груп: космополітичних мешканців різнотипних прісних водойм і видів, притаманних типово гірським річкам. Фауна безхребетних у Гарязьких лісах не досліджена.

## Стан екосистем
Тугаї належать до вразливих природних екосистем, що обумовлено їхньою специфікою. Ці ліси розвиваються у вузькій прирічковій смузі, тому сильно залежать від режиму водної артерії. Значна витягнутість тугаїв уздовж річища і невелика протяжність у ширину спричинює сильний вплив на них прилеглих територій.
Оскільки Гараязький ліс з давніх часів знаходиться в зоні інтенсивного землеробства, його екосистеми виявилися під найбільшою загрозою. Більша частина тугаїв на заході Азербайджану була вирубана ще в позаминулі століття. Знеліснення цього регіону викликало дефіцит деревини і підвищений попит на дичину, таким чином загроза браконьєрства у Гараязькому лісі тільки зросла. Про неефективність природоохоронних заходів свідчить передісторія заповідника. Ситуація з азербайджанськими тугаями значно погіршилась у другій половині XX століття, коли масове будівництво гідроелектростанцій та, відповідно, утворення декількох водосховищ (Єнікендського, Шамхорського, Мінгечаурського, Варварського тощо) призвело до затоплення 35 000 га тугайних лісів. В цей же період на незатоплених ділянках заплави Кури в лісгоспах площа тугаїв зменшилась на 25—40 %. З одного боку, це стало поштовхом для заповідання Гараязького лісу — одного з останніх островів тугайної рослинності в країні. З іншого боку, хиже незбалансоване господарювання на навколишніх землях не сприяло розвиткові екологічної культури населення.
Введення суворого охоронного режиму показало неоднозначні результати. Після заповідання тугайні ліси почали відновлюватись, однак цей процес триває дуже повільно. Що ж стосується фауни заповідника, то стан популяцій рідкісних і цінних видів протягом десятиліть існування природоохоронної установи практично не змінився. Дослідження біологів показали, що головна перешкода до відновлення тваринного і рослинного світу заповідника — систематичне порушення охоронного режиму. Цьому сприяв цілий ряд чинників, як то: невелика початкова площа заповідника, наближеність до його кордонів населених пунктів і зон інтенсивного землеробства, маленький штат працівників. Навіть збільшення площі Гараязького заповідника в 2003 році не вирішило проблем. Більш того, колектив природоохоронної установи заявив про фактичний саботаж охоронного режиму з боку свого очільника — Сахіба Абдулкеримли. Директора заповідника звинуватили у тому, що він не має профільної освіти (за фахом — режисер) і створив корупційну схему, за якою він дозволяв місцевим мешканцям випасати худобу на заповідній території в обмін на гроші. Орієнтовно в Гараязькому лісі випасали 500 голів великої рогатої худоби і близько 1000 голів дрібної.

## Наукова діяльність
До створення Гараязького заповідника місцеві ліси досліджував професор Л. І. Прилипко разом із видатними азербайджанськими ботаніками Г. А. Алієвим і М. Ю. Халіловим. Ґрунти Гараязької низовини досліджував В. Г. Гасанов. Після створення заповідника вагомий внесок у вивчення його флори і фауни вклали О. І. Мустафаєва, М. Н. Мусаєва та Ф. Г. Мансуров.